# Tetragastris varians
Tetragastris varians là một loài thực vật có hoa trong họ Burseraceae. Loài này được Little miêu tả khoa học đầu tiên năm 1948.